# Tecla d'ajuda
La tecla d'ajuda, etiquetada expressament amb el text "Ajuda", o com una altra tecla típica de tecles de funció, en un teclat d'ordinador, és una tecla que, quan es prem, mostra informació a la pantalla per ajudar a l'usuari en la seva tasca actual, tal com utilitzar una funció específica en un programa d'aplicació.
En el cas que no hi hagi una tecla d'ajuda específica, la ubicació de la tecla variarà segons els diferents paquets de programes. És molt comú dins la història dels ordinadors, tanmateix, el desenvolupament d'una tecla Ajuda de facto ubicada per a cada marca d'ordinador, exemplificada en l'ús de la tecla de F1 en els ordinadors IBM compatible PCs.

## Teclats Apple
El 1982, un manual per a desenvolupadors de l'empresa d'ordinadors Apple Inc va declarar que "La tecla d'ajuda estàndard en les sèries d'ordinadors Apple IIe i Apple III és qualsevol OPEN-APPLE-? o SOLID-APPLE-? ... La tecla d'ajuda estàndard en l'Apple II i l'Apple II Plus, quan sigui pràcitc, serà el signe d'interrogació o la barra, o sinó ESCAPE ? o ESCAPE /."
En un teclat Apple de mida normal, la tecla d'ajuda està etiquetada com a "Ajuda", situada a l'esquerra de la tecla d'Inici. En el lloc on els teclats IBM Compatible PC tenen la tecla d'inserció, els teclats Apple teníen en el seu lloc la tecla d'ajuda. A partir del 2007, els teclats d'Apple ja no tenen la tecla d'ajuda. Al seu lloc, els teclats normals d'Apple tenen una tecla de funció Fn. En comptes d'una tecla d'ajuda mecància, la barra de menú de la majoria d'aplicacions té un menú d'ajuda amb un comportament convencional.

## Teclats Commodore i Amiga
El Commodore 128 va tenir una tecla d'ajuda en el segon bloc de tecles de la fila superior. Els teclats Amiga tenien una tecla d'ajuda, etiquetada com a tal, damunt de les tecles de fletxes del teclat, i seguida de la tecla d'esborrat (al lloc on en el teclat convencional hi ha el bloc Inserir/inici/Pàgina endavant).

## Teclats Atari
Els teclats dels ordinadors Atari 16 i 32 van tenir una tecla "Ajuda" damunt de les tecles de fletxes del teclat. Les sèries dels teclats Atari 8 bits XL i XE van tenir una tecla dedicada anomenada "Ajuda", però en grups de tecles de sistemes diferents i separats de la resta del teclat.

## Sun Microsystems (Oracle)
La majoria dels teclats de Sun Microsystems tenen una tecla d'ajuda dedicada al costat superior esquerra (esquerra de la tecla Escape damunt del bloc de les 10 tecles extres (parar, repetir, props, desfer, inici, copiar, enganxar, buscar, tallar).